# Friedrich Müller (Fotograf)

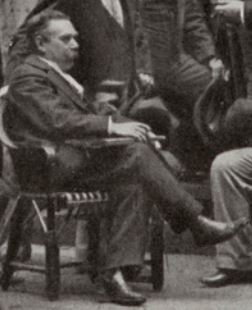
Friedrich Müller, 1898

Friedrich Müller (* 1. Mai 1842 in Seckenheim; † 16. März 1917 in München) war ein herzoglich-bayerischer Hoffotograf.

## Leben
Müller, Sohn eines Pfarrers, besuchte das Gymnasium in Karlsruhe und absolvierte anschließend eine Buchbinderlehre in Heidelberg. Er war im Atelier Ratter in Mannheim tätig, bevor er ab 1868 in München ansässig war. Seine fotografischen Fertigkeiten eignetete er sich Autodidakt an. Als Vorsitzender des Rechtsschutzverbandes Deutscher Photographen vertrat er Berufsinteressen.
Er hatte in späteren Jahren seine permanente Ausstellung im Münchner Luitpold-Café in der Brienner Straße 8 und sein Studio in der Amalienstraße 9. Für 1876 ist ein früheres Studio in der Kaufingerstraße 21/2 „neben Hotel Detzer“ belegt.
1903 übernahm Müllers Schwiegersohn Theodor Hilsdorf das Atelier. Hilsdorf hatte etwa seit 1894 bei Müller gearbeitet. Manche Negative aus dem Nachlass sind nicht eindeutig Müller oder Hilsdorf zuzuordnen. Bis in die 1920er Jahre galt das Atelier Müller-Hilsdorf als eine der renommiertesten Adressen für Porträtfotografie in München.

## Bilder

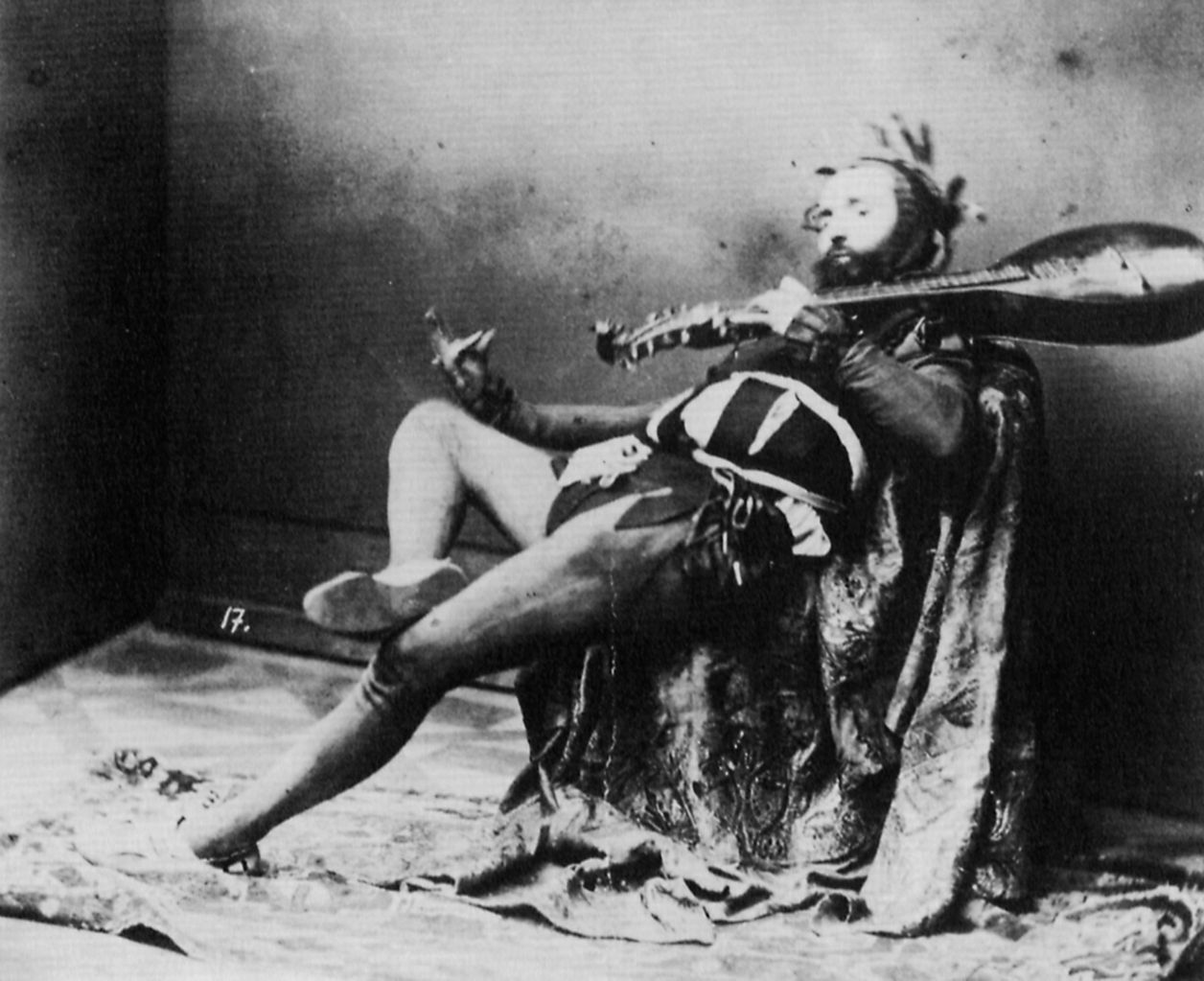
Edmund Harburger als Hofnarr, 1876
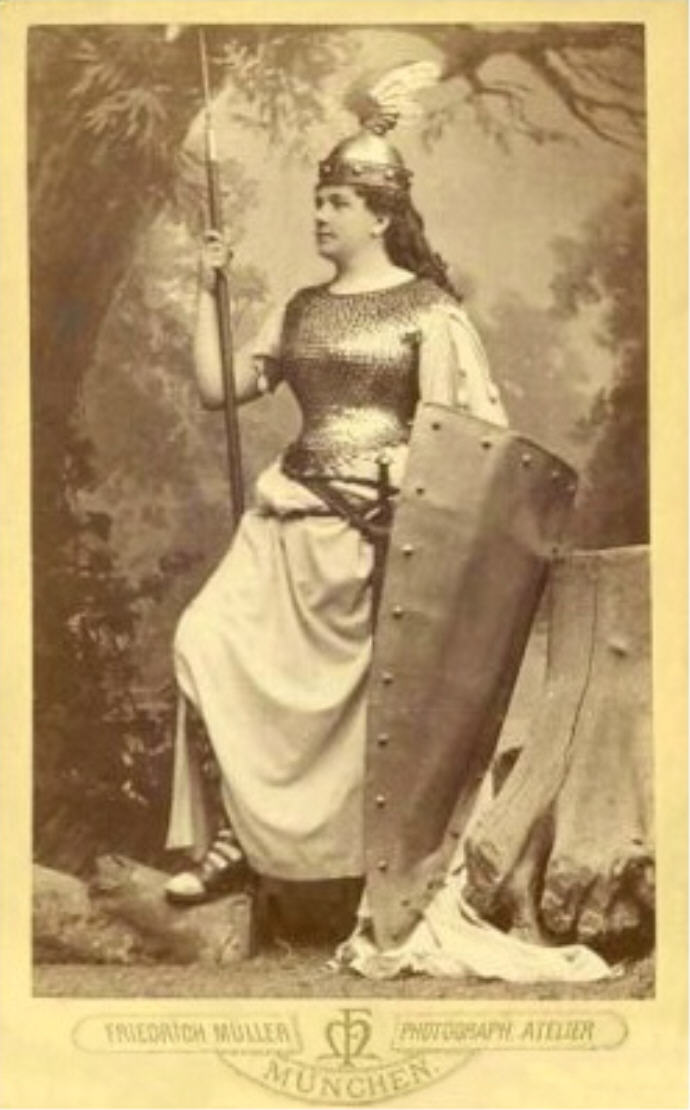
Die Opernsängerin Therese Vogl